# 平塩寺
平塩寺（へいえんじ）は、山梨県西八代郡市川三郷町にあった寺院。山号は白雲山。古代甲斐国における天台宗仏教の拠点で、市川大門村は平塩寺を中心に門前町として発展した。東塔院（市川三郷町の福寿院） は阿弥陀如来、西塔院（市川三郷町の宝寿院） は薬師如来が本尊であったという。

## 甲斐源氏と天台密教
甲府盆地南縁、笛吹川左岸の町域中央部に位置する。平塩寺跡地の所在する平塩岡は、笛吹川の支流・芦川沿いの河岸段丘に形成された東西に延びる丘陵である。周辺は古代の律令制下における八代郡に比定され、甲斐国では最も早い10世紀に立荘された国中三郡にわたる荘園で、京都伏見の仁和寺子院である法勝院領・市河荘の荘域にあたる。平安時代後期のには常陸国（茨城県）から源義清（武田冠者）・清光が同地に流罪され土着し甲斐源氏の勢力基盤となるが、平塩岡には義清屋敷跡も残り、中世における市河荘の中核地域であった。
江戸時代後期に編纂された『甲斐国志』（以下『国志』）に拠れば、755年（天平勝宝7歳）に行基を開山、直弁を開祖に開創されたと伝わる。古代甲斐国では盆地東部を中心に仏教文化が移入されるが、平安時代には甲斐へも天台宗や真言宗などの新仏教がもたらされ、平塩寺も延暦年間に法相宗から天台宗に改宗したという。
甲斐国において天台密教は早くに伝来し、平塩寺のほか盆地東部の柏尾山大善寺（甲州市勝沼町勝沼）や放光寺（甲州市塩山藤木）などを拠点として甲斐一円に広まる。平安後期の1130年（大治5年）には常陸から源義清・清光親子が流罪され市河荘に土着しているが、『新編武蔵国風土記』によれば、義清の兄弟にあたる覚義が近江国園城寺から平塩寺の主僧になっており、甲斐において天台密教は甲斐源氏の勢力拡大に伴い拡大する。鎌倉時代の『吾妻鏡』によれば、1180年（治承4年）に源頼朝の挙兵に応じた甲斐源氏の一族である安田義定の勢に加わった市川氏がおり、平塩寺の大檀那であるとも考えられている。

## 甲斐における真言宗と平塩寺
天台密教は平安後期に至ると衰退し、『国志』によれば1220年（承久2年）に平塩寺は天台寺院から真言寺院になったという。甲斐における真言宗の情勢は県内各地に伝存する経典などによって知られる。
法善寺（南アルプス市加賀美）には甲斐源氏の一族である一条信長が武田八幡宮（韮崎市）へ奉納した大般若経があり、大月市七保町下和田の花井寺所蔵の大般若経などとともに、甲斐源氏と真言宗の関わりを物語っている。笛吹市境川町大坪の実相寺には甲斐国二宮・美和神社、別当寺の慈雲寺を経て江戸時代に伝来した大般若経（県指定有形文化財）が所蔵されているが、これは平塩寺旧蔵品で、平塩寺において法善寺や大善寺、花井寺など国内の真言僧によって写経されたものであると考えられている。『山梨県史』の編纂事業に際した調査により、実相寺大般若経の裏貼から平塩寺の寺名と願主「空阿」の名前が発見された。空阿は義清の孫にあたる逸見久義の子空で、鎌倉時代末期・南北朝時代に甲斐への臨済宗布教に貢献する夢窓疎石は幼少時の1278年（弘安元年）に母とともに甲斐へ移り、平塩寺で空阿に学んでいる。
1582年（天正10年）3月には織田信長による甲斐侵攻で焼失し、廃寺となっている。『国志』によれば、諸仏を安置するための諸堂が再建されているが、平塩寺の廃寺後には集落の中心地も台地上から北の芦川沿い氾濫原の平地に移転しており、諸堂も周辺に散在している。
現存する過去帳（平塩寺過去帳）は、末寺であった市川大門の真言宗寺院である花園院に所蔵されている。これは全4冊から成り（上版1冊、中版2冊、下版1冊）で、内容は平塩寺の歴代住職や甲斐国の真言僧の人名、市河氏を甲斐源氏一族に位置付けた源氏系図（『尊卑分脈』とは異なる）などの由緒が記されている。花園院に伝来した経緯は不明だが、上版の奥書に拠れば江戸時代の寛政4年（1792年）9月に市河行光により寄進されたという。